# Rrogozhina
Rrogozhina város, egyúttal községközpont és alközség Albánia középső részén, Durrës városától légvonalban 31, közúton 39 kilométerre délkeletre, a Shkumbin folyó jobb partján. Tirana megyén belül Rrogozhina község székhelye, Rrogozhina alközség központja, egyúttal ez utóbbi egyetlen települése is. A 2011-es népszámlálás alapján az alközség, azaz Rrogozhina város népessége 7049 fő. A római korban a Via Egnatia egyik állomáshelye volt, de a modern település, a kommunizmus évtizedeiben könnyűipari központtá fejlesztett kisváros csak a 20. század második felében született meg.

## Fekvése
Rrogozhina a Kavajai-sík (Fusha e Kavajës) délkeleti peremén, a Pezai-dombvidék (Kodrat e Pezës) déli lábánál, a Shkumbin folyó északi oldalán terül el. A Shkumbin a város közelében ér ki a tengerparti síkra, a völgytalp Rrogozhinánál még meglehetősen keskeny: északról a Pezai-, délről pedig a folyó bal partjáig ereszkedő Hysgjokaj–belshi-dombvidék alkotja szűk völgykijáratát. Fontos közlekedési csomópont: a településtől nyugatra húzódik a Durrëst Lushnján, Fieren és Tepelenán keresztül az albán–görög határon fekvő Kakavijával összekötő SH4-es főút, amelybe itt csatlakozik be az Elbasanba tartó SH7-es út. A közeli megyeszékhelyek közül Durrës 39, Fier 49, Elbasan pedig 43 kilométernyi autóútra fekszik a várostól. Rrogozhina az 1947-ben átadott Durrës–Peqin-vasútvonal egyik állomása.

## Története
A római korban a Via Egnatia nevű hadi és kereskedelmi út egyik állomása állt a mai Rrogozhina helyén Asparagium Dyrrhachinorum néven. Itt vált ketté az út az északnyugati dyrrhachiumi és a délnyugati apollóniai ágra. Az i. e. 49-ben kirobbant római polgárháborúban az egymással szembenálló Iulius Caesar és Pompeius egyaránt vertek tábort Asparagiumnál. Az egykori település mellett több latin feliratú síremléket találtak még az i. sz. 4. századból is.
Rrogozhina a második világháborúban még kis település volt, amelyet a megszálló olaszok Ragosina néven ismertek. A kommunizmus évtizedeiben aztán könnyűipari központtá fejlesztették a települést. Jugoszláv anyagi segítséggel 1947–1948-ban kender- és lenszövő üzemet létesítettek a városban, az első ötéves tervidőszakban (1951–1955) pedig egy pamutfeldolgozó üzem kezdte meg a termelést. Később szappangyár is települt Rrogozhinába. Már 1947-től vasúti összeköttetése volt Durrësszal, 1950-től Elbasannal, az 1960-as évek első felében pedig megépítették a Rrogozhinát Fierrel összekötő szárnyvonalat is. Az 1980-as évek végén azon kisszámú albán városok köréhez tartozott, ahol helyi rádióállomást működtettek.
A rendszerváltást követően 1992 és 1995 között a PHARE segélyprogram keretében felújították a Durrës–Rrogozhina-utat, majd a 2000-es évek közepén a Rrogozhina–Elbasan-út korszerűsítésére is sor került.